# Чемпіонат Європи з футболу 1996 (склади команд)/Болгарія

## Складзбірної БолгаріїнаЧемпіонаті Європи 1996року
| №               | Гравець           | Клуб (у 1996)       | Дата народження | Вік      | Ігор                        | Голів                       |                             |
| Воротарі        | Воротарі          | Воротарі            | Воротарі        | Воротарі | Воротарі                    | Воротарі                    | Воротарі                    |
| --------------- | ----------------- | ------------------- | --------------- | -------- | --------------------------- | --------------------------- | --------------------------- |
| 1               | Боріслав Міхайлов | Редінг              | 12 лютого 1962  | 34       |                             |                             |                             |
| 12              | Димитар Попов     | ЦСКА (Софія)        | 27 лютого 1970  | 26       |                             |                             |                             |
| 22              | Здравко Здравков  | Славія (Софія)      | 4 жовтня 1970   | 25       |                             |                             |                             |
| Нападники       |                   |                     |                 |          |                             |                             |                             |
| 7               | Еміл Костадінов   | Баварія (Мюнхен)    | 12 серпня 1967  | 28       |                             |                             |                             |
| 8               | Христо Стоїчков   | Парма               | 8 лютого 1966   | 30       |                             |                             |                             |
| 9               | Любослав Пенев    | Атлетіко (Мадрид)   | 31 серпня 1966  | 29       |                             |                             |                             |
| 14              | Наско Сіраков     | Славія (Софія)      | 26 квітня 1962  | 34       |                             |                             |                             |
| 20              | Георгі Донков     | Бохум               | 2 червня 1970   | 26       |                             |                             |                             |
| Півзахисники    |                   |                     |                 |          |                             |                             |                             |
| 6               | Златко Янков      | Юрдінген 05         | 7 серпня 1966   | 29       |                             |                             |                             |
| 10              | Красімір Балаков  | Штуттгарт           | 29 березня 1966 | 30       |                             |                             |                             |
| 11              | Йордан Лечков     | Гамбург             | 9 липня 1967    | 28       |                             |                             |                             |
| 13              | Бончо Генчев      | Лутон Таун          | 7 липня 1964    | 31       |                             |                             |                             |
| 15              | Івайло Йорданов   | Спортінг (Лісабон)  | 22 квітня 1968  | 28       |                             |                             |                             |
| 16              | Даніел Боримиров  | Мюнхен 1860         | 16 січня 1970   | 26       |                             |                             |                             |
| 21              | Іво Георгієв      | Спартак (Варна)     | 12 травня 1972  | 24       |                             |                             |                             |
| Захисники       |                   |                     |                 |          |                             |                             |                             |
| 2               | Радостін Кишишев  | Нафтохімік (Бургас) | 30 липня 1974   | 21       |                             |                             |                             |
| 3               | Трифон Іванов     | Рапід (Відень)      | 27 липня 1965   | 30       |                             |                             |                             |
| 4               | Іліян Киряков     | Абердин             | 4 серпня 1967   | 28       |                             |                             |                             |
| 5               | Петар Хубчев      | Гамбург             | 26 лютого 1964  | 32       |                             |                             |                             |
| 17              | Еміл Кременлієв   | Олімпіакос          | 13 серпня 1969  | 26       |                             |                             |                             |
| 18              | Цанко Цветанов    | Вальдхоф (Мангейм)  | 6 січня 1970    | 26       |                             |                             |                             |
| 19              | Гошо Гінчев       | Денізліспор         | 2 грудня 1969   | 26       |                             |                             |                             |
| Головний тренер |                   |                     |                 |          |                             |                             |                             |
| Болгарія        | Дімітар Пенев     |                     | 12 липня 1945   | 50       | Середній вік гравців: 28,56 | Середній вік гравців: 28,56 | Середній вік гравців: 28,56 |
|                 |                   |                     |                 |          |                             |                             |                             |

| Гравців національного чемпіонату: | Гравців національного чемпіонату:                       | 5    |
|                                   | Славія (Софія)                                          | 2    |
|                                   | Нафтохімік (Бургас), Спартак (Варна), ЦСКА (Софія)      | по 1 |
| Легіонерів:                       | Легіонерів:                                             | 17   |
|                                   | Німеччина                                               | 8    |
|                                   | Англія                                                  | 3    |
|                                   | Іспанія, Італія, Австрія, Греція, Португалія, Туреччина | по 1 |